# Charles-Alfred Petitpierre-Steiger
Charles-Alfred Petitpierre-Steiger (Valangin, 14 januari 1831 - Neuchâtel, 23 januari 1903) was een Zwitsers politicus.
Charles-Alfred Petitpierre-Steiger was de zoon van een onderofficier in Pruisische dienst die ook beheerder van het Château de Valangin was. Charles-Alfred Petitpierre-Steiger bezocht scholen in Neuchâtel en volgde een opleiding tot koopman. Tot 1880 was hij als koopman werkzaam in Neuchâtel.
Charles-Alfred Petitpierre-Steiger nam deel aan de revolutie van 1848 die een einde maakte aan de Pruisische overheersing. Petitpierre-Steiger sloot zich aan bij de Radicale Partij van Neuchâtel (Parti Radical Neuchâtelois), de voorloper van de huidige Vrijzinnig Democratische Partij. Van 1864 tot 1874 was hij lid van de Algemene Raad, en van 1874 tot 1877 van zijn opvolger, de Grote Raad van Neuchâtel.
Charles-Alfred Petitpierre-Steiger was van 1880 tot 1898 lid van de Staatsraad van Neuchâtel. Hij beheerde de departementen van Financiën en Militaire Zaken.
Van 1887 tot 1888, van 1892 tot 1893 en van 1897 tot 1898 was hij voorzitter van de Staatsraad (dat wil zeggen regeringsleider) van Neuchâtel.
In 1898 ging Petitpierre-Steiger met pensioen en hield hij zich bezig met liefdadigheid. Hij overleed op 72-jarige leeftijd.

## Verwijzing
1. ↑  De naamstoevoeging Steiger voegde hij na het huwelijk met zijn eerste vrouw, mej. Steiger, achter zijn naam

- Base de données des élites suisses: 93356
- Gemeinsame Normdatei: 1052066135
- Historisch woordenboek van Zwitserland: 004652
- Virtual International Authority File: 308746350